# Évènement climatique de 535-536

Variation de la température moyenne durant 2000 ans, avec le petit âge glaciaire de l’Antiquité tardive de 536-550 en exergue

L'évènement climatique de 535-536 est un épisode de refroidissement observé au cours des deux années 535 et 536 dans l'hémisphère nord. C'est une anomalie climatique majeure des deux derniers millénaires.
Bien qu'il n'ait été que de brève durée (environ deux ans), il s'est accompagné de bouleversements durables. Une cause possible en est un voile de poussière provoqué par une éruption volcanique sous les tropiques, possiblement attribuée au Krakatoa ou à l'Ilopango ; une autre, l'impact de débris d'objets sidéraux. Parmi les multiples effets, des perturbations climatiques (baisse des températures moyennes d’été en Europe de 2,5 °C — « petit âge glaciaire de l’Antiquité tardive » — fortement corrélé à l’irruption de Yersinia pestis, dite « peste de Justinien »), des récoltes désastreuses et des famines dans le monde entier. Des recherches récentes lient la déstabilisation des empires sassanide et byzantin à un refroidissement du climat mondial causé par plusieurs explosions volcaniques très importantes, qui toucha aussi l'Europe jusqu'au Groenland.

## Documents historiques
Écrivant sur les guerres avec les Vandales, l'historien byzantin Procope de Césarée dit à propos de l'an 536 : « Pendant cette année, un signe de mauvais augure a eu lieu. Le Soleil a donné sa lumière sans éclat […] et il a paru avoir comme une éclipse, parce que ses rayons ne brillaient pas,. »
Les annales irlandaises gaéliques, enregistrent ce qui suit :
- « manque de pain dans l'année 536 » (Annales d'Ulster) ;
- « manque de pain dans les années 536-539 » (Annales d'Inisfallen).

D'autres sources contemporaines indépendantes rapportent :
- des températures basses, et même de la neige en été (il aurait neigé en Chine au mois d'août)[10] ;
- l'empereur du Japon Senka-Tennō (536-539) publie un édit insistant sur l'importance de la nourriture par rapport à l'or, précisant que 1 000 perles ne peuvent soulager celui qui souffre du froid[11] ;
- l'absence de récoltes[12] ;
- « un brouillard dense et sec » au Moyen-Orient, en Chine et en Europe[10] ;
- une sècheresse au Pérou, affectant les populations de culture Moche.

## Indices scientifiques
L'analyse des troncs d'arbres par le dendrochronologiste Mike Baillie, de l'Université Queen's de Belfast, montre une croissance anormalement faible des chênes irlandais en 536 et une autre diminution sensible en l'an 542, après un rétablissement partiel. Des événements semblables sont enregistrés dans les stries des troncs d'arbres de Suède et de Finlande, dans la Sierra Nevada (Californie) et dans les stries des arbres Fitzroya du Chili.
Par ailleurs, les noyaux de glace du Groenland et de l'Antarctique montrent des dépôts de sulfate en 533–534 ± 2 ans, preuve d'un voile étendu de poussière acide.
Des carottages de glace effectués en 2013 dans les Alpes suisses suggèrent une cause en Islande avec deux autres éruptions en 540 et 547, dont les conséquences furent sensibles sur plus d'un siècle. On observe aussi pendant le siècle en question un remplacement progressif des monnaies d'or par les monnaies d'argent.

## Conséquences historiques
On a vu les événements de 536 et la famine qui s'ensuivit comme explication pour le sacrifice par les élites scandinaves de grandes quantités d'or, probablement pour apaiser les dieux et pour obtenir le retour de la lumière du Soleil,.
Le phénomène climatique pourrait avoir été si traumatisant en Scandinavie qu'il pourrait être à l'origine du mythe du Ragnarök.
Le déclin de l'importante ville mésoaméricaine de Teotihuacán, accompagné de signes d'instabilité politique et de famines, est également lié aux sècheresses provoquées par le changement climatique.
Pendant les trois siècles suivant les travaux de Boèce, juste antérieurs à ce changement, on ne constate plus d'activité notable de traduction des auteurs grecs vers le latin en Europe.
Un ouvrage de David Keys mentionne parallèlement l'épidémie de peste sous Justinien, le déclin des Avars, la migration à l'ouest de tribus mongoles, l'effondrement de l’Empire Gupta, et l'affaiblissement des civilisations sédentaires sassanide et byzantine qui va ouvrir une opportunité d'expansion aux nomades arabes fédérés par l'islam.